# Braxton Bragg
Braxton Bragg (Warrenton, 22 marzo 1817 – Galveston, 27 settembre 1876) è stato un generale statunitense.
Fu generale confederato e uno dei più discussi alti ufficiali della Confederazione. Deve probabilmente la sua carriera solo alla personale affezione del presidente Jefferson Davis, nonostante egli, da comandante sul campo, si sia sempre dimostrato insufficiente.

## Biografia
Nato a Warrenton, terminò la sua istruzione militare nell'accademia militare di West Point nel 1837, fu impiegato nella guerra contro i Seminole e si distinse da giovane ufficiale nella guerra messico-statunitense. Nel 1856 si dimise col grado di tenente colonnello e visse da piantatore in Louisiana, finché all'inizio del 1861 si mise a disposizione della Confederazione e il 7 marzo fu nominato brigadier generale dell'Esercito Provvisorio Confederato.
Comandò dapprima le unità sul fronte costiero da Pensacola a Mobile, Alabama. Il 12 settembre 1861 ebbe con il grado di maggior generale un comando nel II Corpo d'armata, agli ordini del generale Albert Sidney Johnston. Dopo la morte di Johnston nella battaglia di Shiloh Bragg venne promosso lo stesso giorno generale dell'Esercito Regolare della C.S.A.. A giugno prese il comando dell'Armata del Tennessee al posto di Beauregard ed intraprese, dall'agosto all'ottobre 1862, la campagna del Kentucky, che terminò con una sconfitta nella battaglia di Perryville (8 ottobre 1862) contro le truppe dell'Unione del generale Buell. Bragg fu costretto alla ritirata.
Combatté con successo a Chickamauga, ma nel novembre 1863 fu respinto dal generale Ulysses S. Grant verso la Georgia e, per proprio desiderio, fu sostituito da Joseph Eggleston Johnston nel comando. Il presidente Davis lo chiamò a Richmond e ne fece il suo consigliere personale. Dopo il passaggio del comando supremo a Robert E. Lee Bragg tornò ancora una volta in campagna nella Carolina del Nord e prestò servizio sotto Joseph E. Johnston.
Dopo la guerra lavorò come ingegnere in Alabama e morì il 27 settembre 1876 a Galveston, Texas.